# Préfecture du Doubs
Pour les articles homonymes, voir Hôtel de l'Intendance.
L'Hôtel de préfecture du Doubs, aussi appelé Préfecture de Besançon, de manière impropre, ou bien Hôtel de l'Intendance, en référence à son ancien usage, est un bâtiment public de la ville française de Besançon, en Franche-Comté.
 
Cet ancien siège de l'intendance de la Généralité de Besançon, édifié à la fin du XVIIIe siècle, abrite, depuis la Révolution, les services de préfecture du département du Doubs et de la région Franche-Comté.

## Localisation
L'édifice se situe au no 8 bis de la Rue Charles Nodier, dans le centre-ville, dit La Boucle, de Besançon.

## Histoire
L'édifice, conçu par l'architecte Victor Louis pour l'intendant de la Généralité de Besançon Charles André de Lacoré, est érigé, dans un style classique, de 1771 à 1778, sous la direction de l'architecte Nicolas Nicole qui suit le chantier sur place.
Il sert d'hôtel d'Intendance et de résidence pour les intendants de la Généralité de Besançon, jusqu'à la Révolution, puis devient le siège de la préfecture du Doubs et de la Franche-Comté.
La première partie de l'édifice est classée au titre des monuments historiques, le 19 septembre 1923, et la deuxième, le 30 juillet 1963. La protection sera étendu à la totalité du site par une inscription en 2020

## Galerie

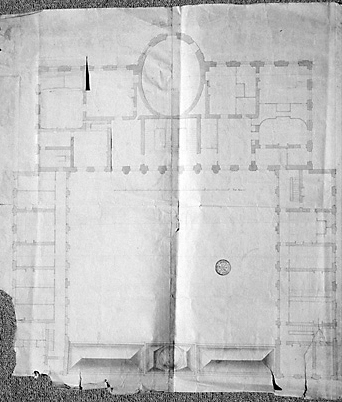
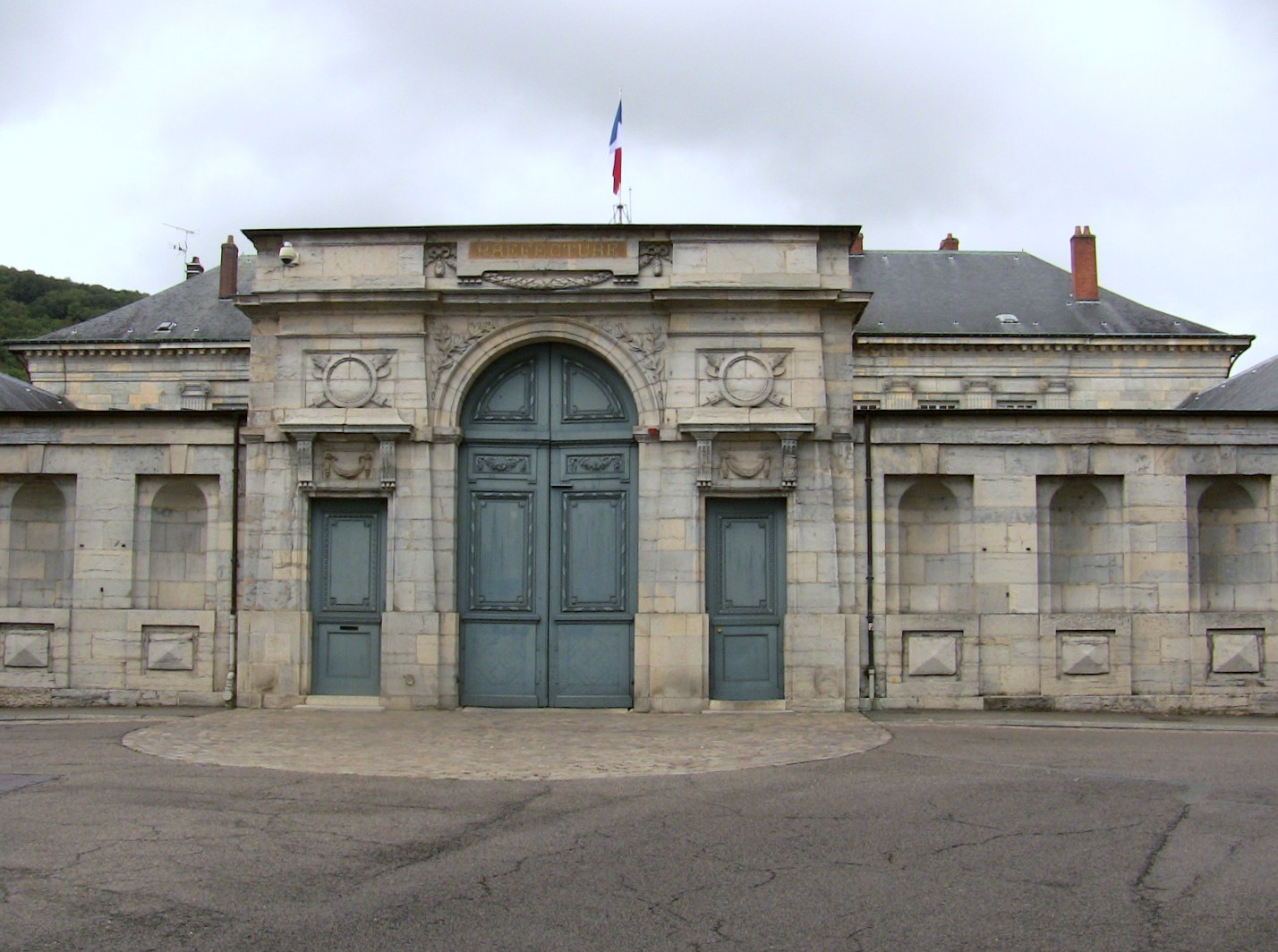
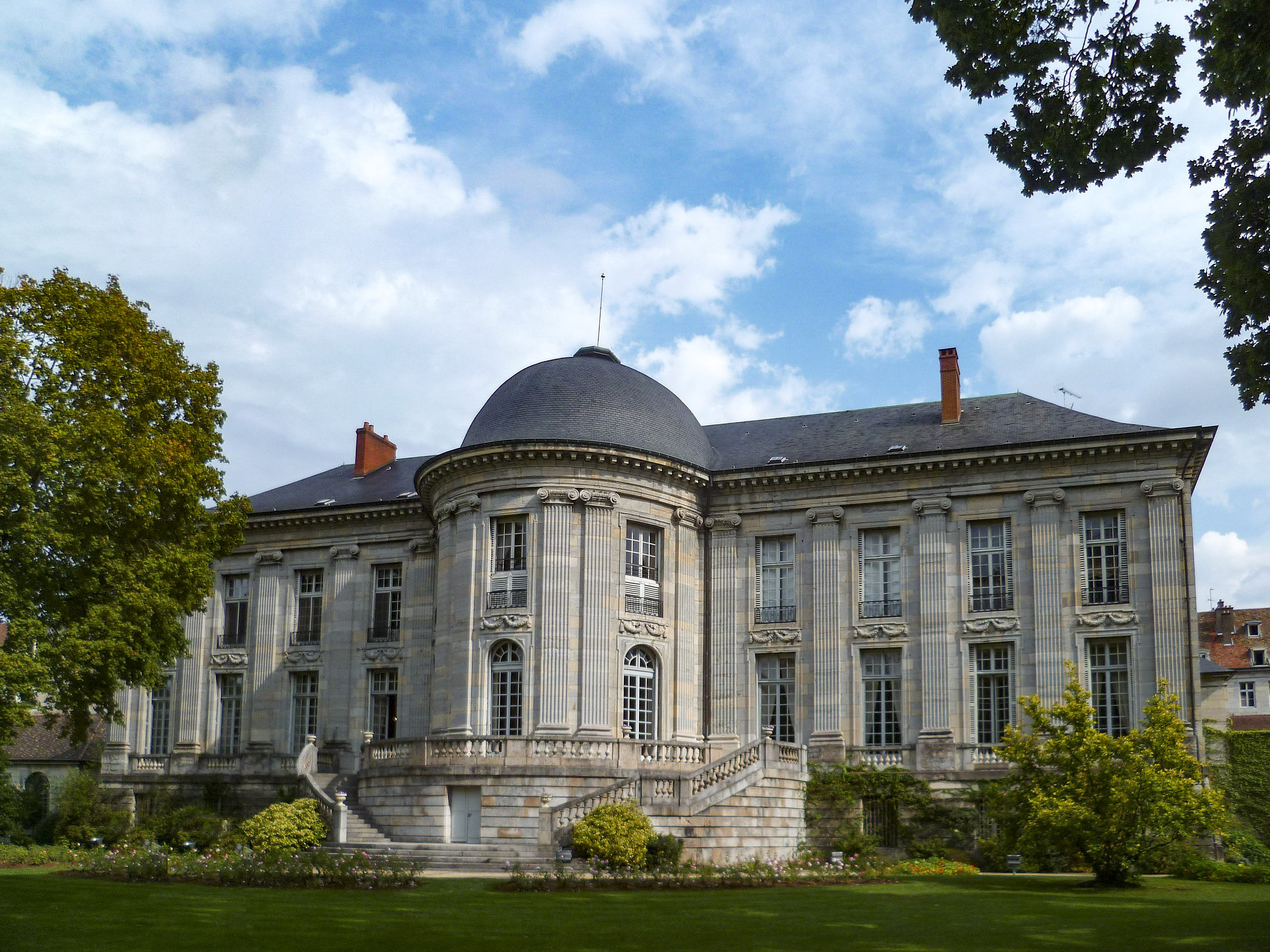
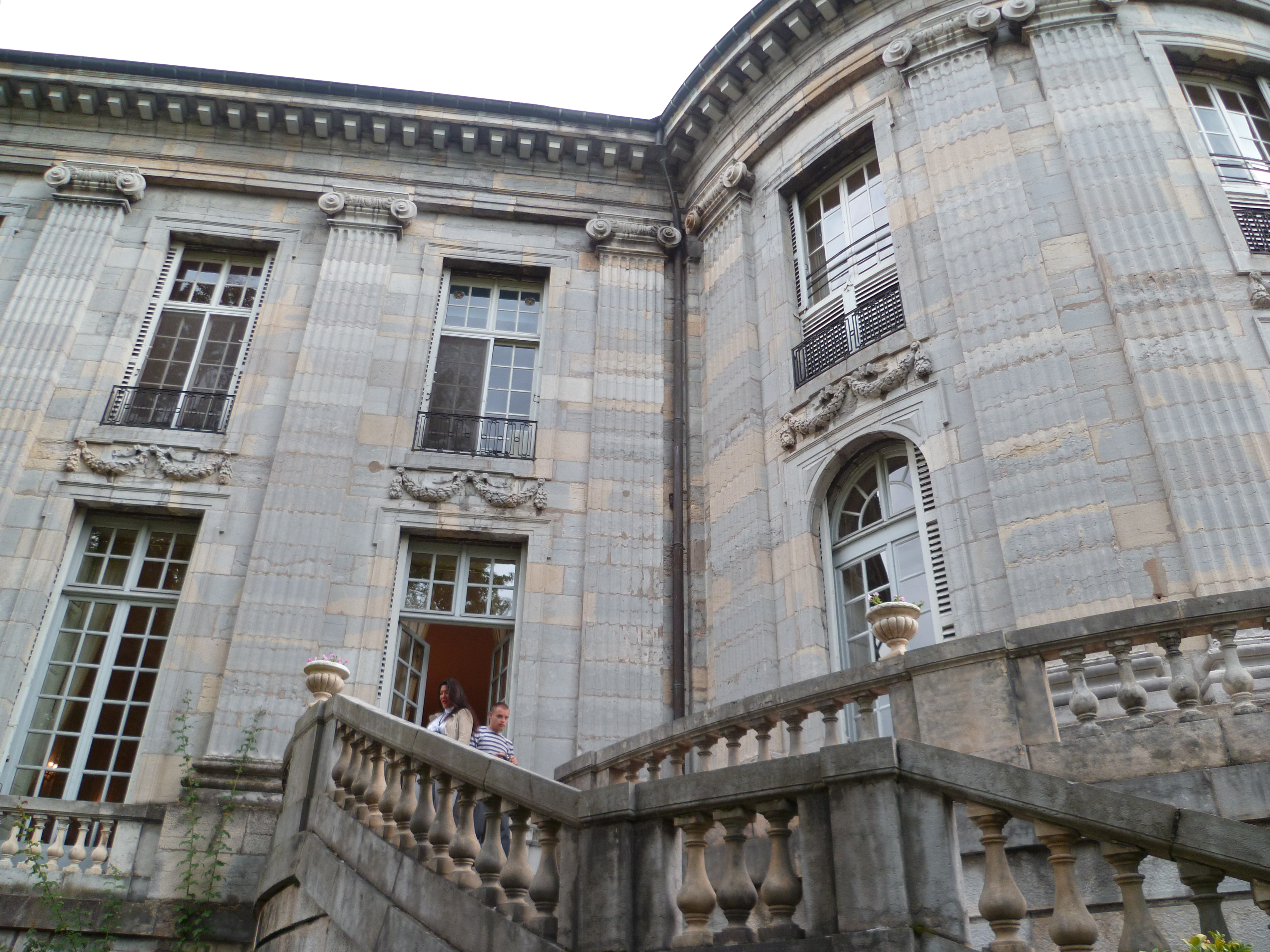
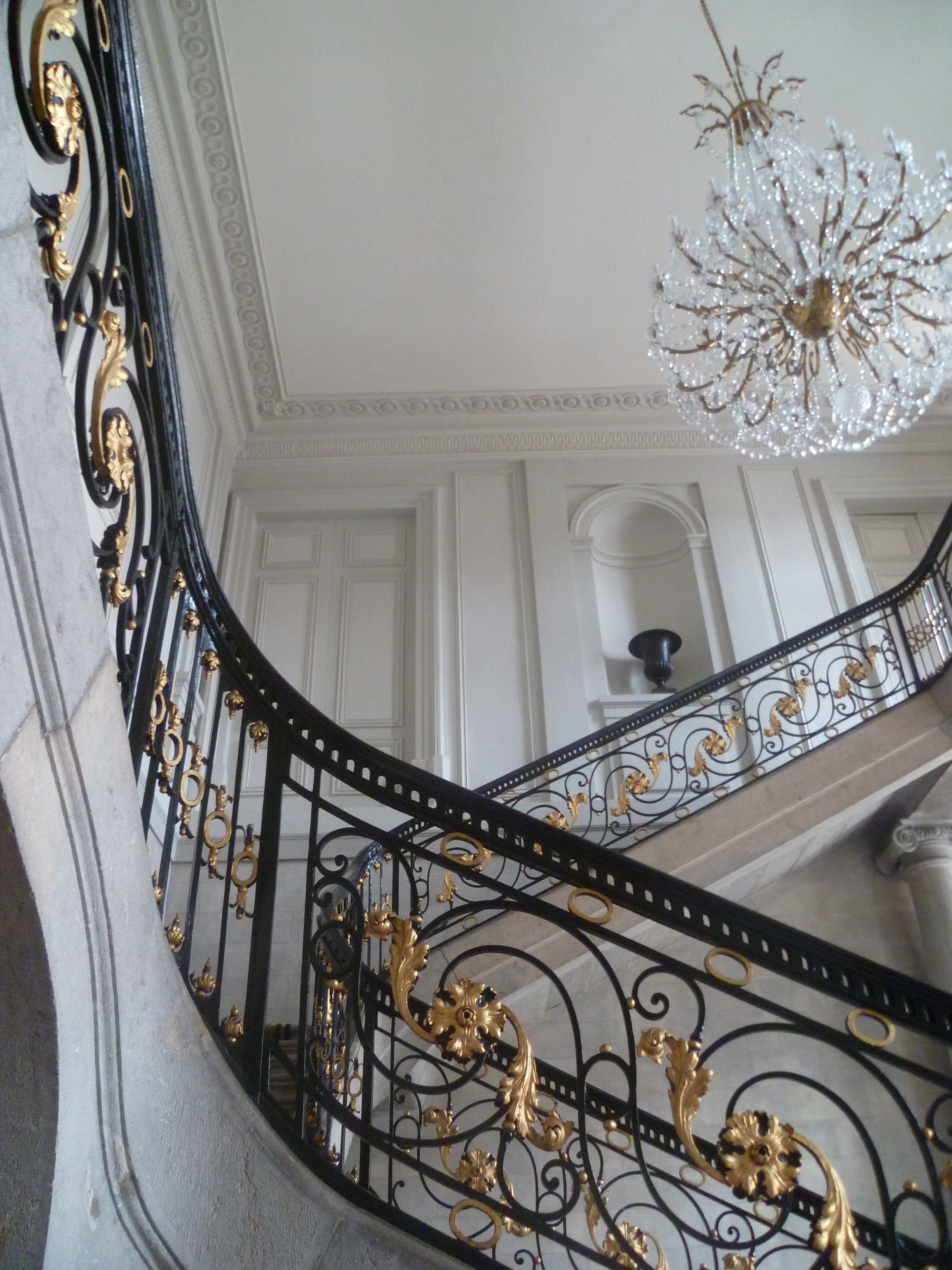
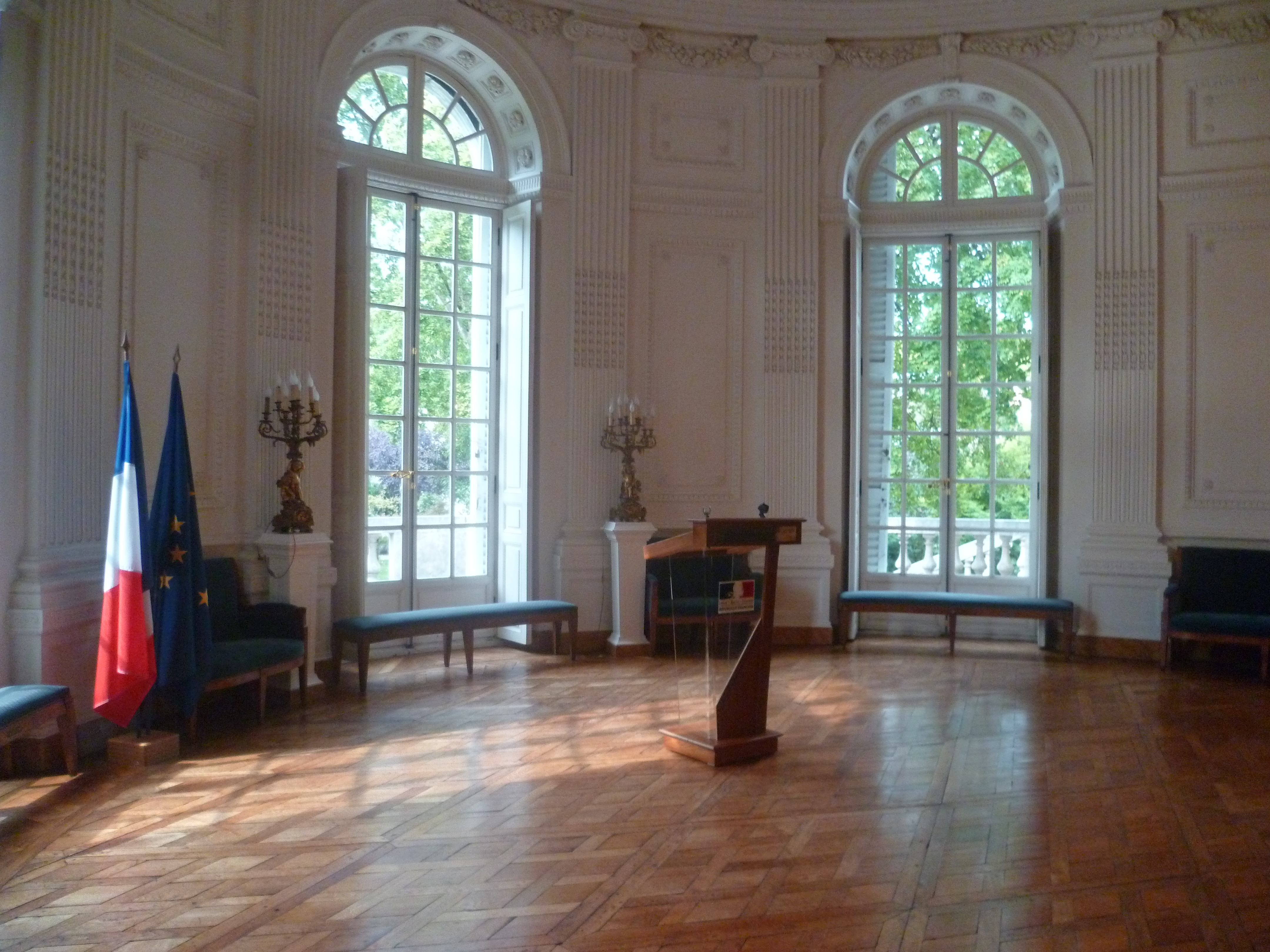
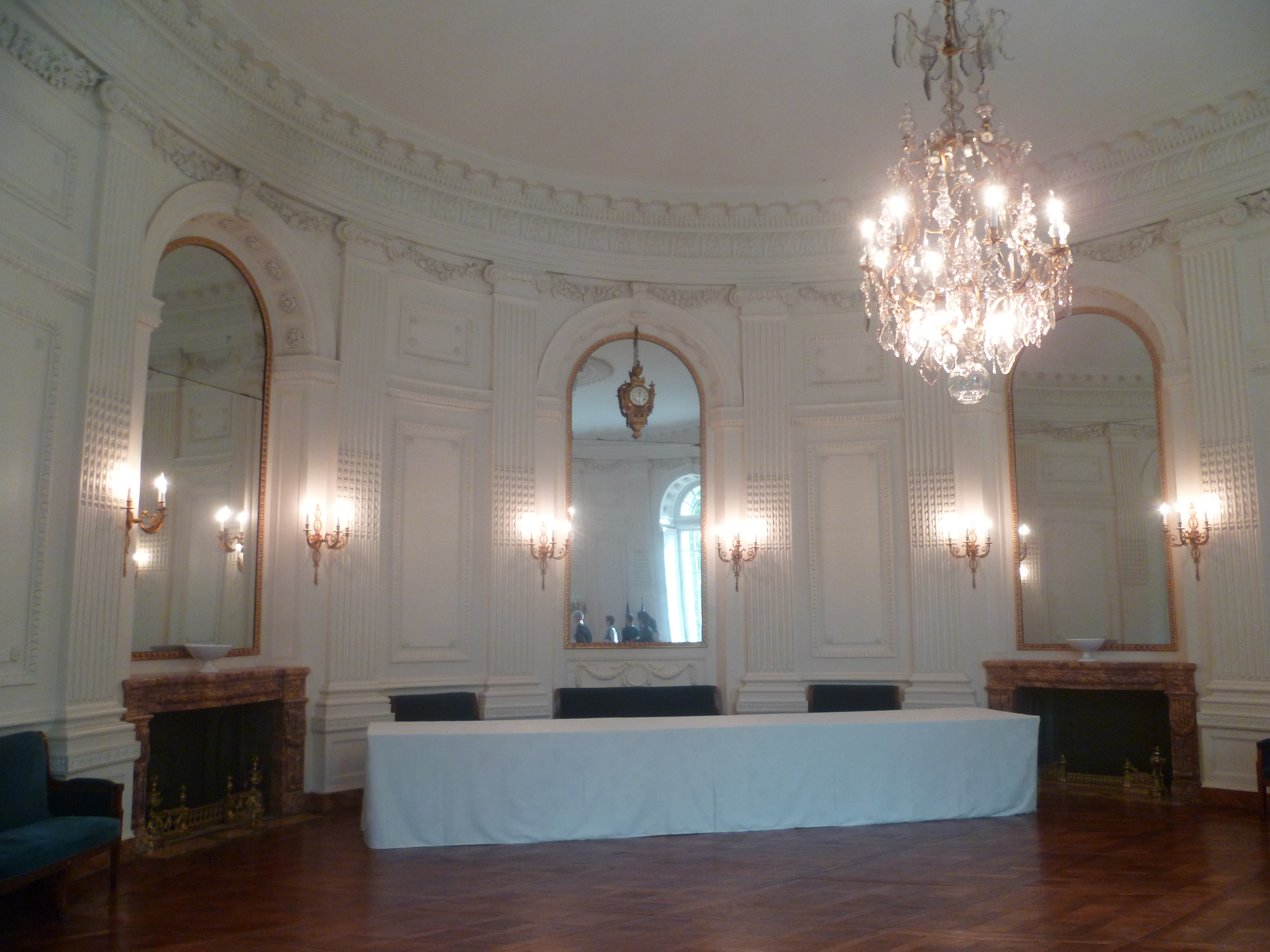
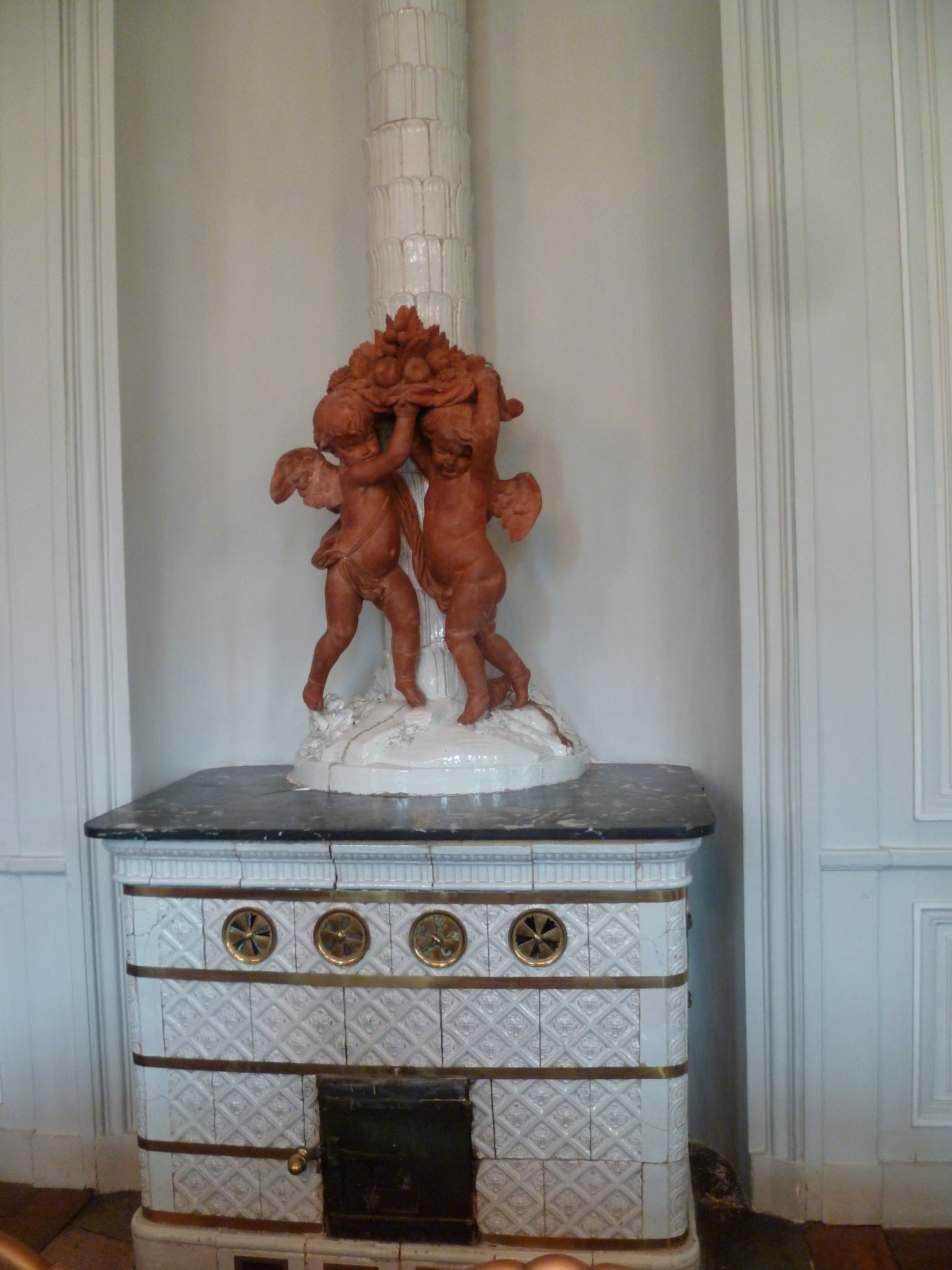